# 第208高射ミサイル旅団 (ウクライナ空軍)
第208高射ミサイル旅団(ウクライナ語: 208-ма зенітна ракетна бригада)は、ウクライナ空軍の防空部隊。南部航空管区に所属する。

## 歴史
1992年、第60防空軍団第208親衛高射ミサイル旅団はウクライナ防空軍に編入された。
2016 年12月9日、旅団は部隊創設75周年を祝った。
2023年8月23日、ウォロディミル・ゼレンスキー大統領より勇気と勇敢さに対する栄誉賞を授与された。
2024年8月2日、ウォロディミル・ゼレンスキー大統領より、「親衛隊」の称号を削除され、名誉称号「ヘルソン」を授与された。